# فرودگاه محلی اورت-استیوارت
فرودگاه محلی اورت-استیوارت (به انگلیسی: Everett-Stewart Regional Airport) یک فرودگاه همگانی با کد یاتا MIO است که یک باند فرود آسفالت دارد و طول باند آن ۱۵۲۴ متر است. این فرودگاه در کشور ایالات متحده آمریکا قرار دارد و در ارتفاع ۲۴۶ متری از سطح دریا واقع شده است.